# Cesare Boccolini
Cesare Boccolini (Lucca (Toscana), [...?] - Lucca, 1886) fou un baríton italià.
Estudià violí i cant en l'Institut Pacini de la seva vila natal. En la segona meitat del segle xix assolí una brillant reputació, sent aplaudit arreu d'Europa. Des de 1868 fins 1878 cantà en Teatro Real de Madrid, aconseguint assenyalats triomfs en la interpretació de les més notables òperes del repertori, i arribant a ser un dels cantants favorits del públic d'aquell teatre.
Estrenà les òperes del mestre Zubiaurre, Ledia i Don Fernando el Emplazado